# Villars-sous-Mont
Pour les articles homonymes, voir Villars.
Villars-sous-Mont (Velâchemon  en patois fribourgeois) est une localité et une ancienne commune suisse du canton de Fribourg, située dans le district de la Gruyère.

## Histoire

Photo aérienne (1964)

Villars-sous-Mont est situé sur la rive gauche de la Sarine, sur la route cantonale Bulle-Montbovon. En 1254, la localité est mentionnée dans un litige opposant le chapitre de Lausanne et le comte de Gruyères. Villars-sous-Mont fit partie du comté de Gruyères. Comme tous les villages de la châtellenie, il fut affranchi de la mainmorte en 1388. Devenu propriété de Fribourg en 1555, le village releva du bailliage de Gruyères, puis du district du même nom dès 1798. Villars-sous-Mont devint paroisse en 1786 et fut réunie avec Enney et Estavannens en 2006 dans la paroisse de Bas-Intyamon.
Le village est sur la ligne de chemin de fer Bulle-Montbovon dès 1903. Villars-sous-Mont est actif dans l'agriculture (alpages, fromage), agencement de cuisines dès 1961 et l'exploitation de graviers. Le home de l'Intyamon pour personnes âgées est implanté à Villars-sous-Mont depuis 1990.
En 2004, Villars-sous-Mont fusionne avec ses voisines d'Enney et Estavannens pour former la commune de Bas-Intyamon.

## Patrimoine bâti
L'ancienne commune dispose d'une église paroissiale dédiée à Saint Simon et Saint-Jude ainsi qu'une chapelle de Notre-Dame-Auxiliatrice construite en 1897 et rénovée en 1992-1993.

## Toponymie
1254 : Villard-Symon
Ancien nom allemand : Wiler am Berg

## Démographie
Villars-sous-Mont comptait 94 habitants en 1811, 112 en 1850, 120 en 1900, 110 en 1950, 207 en 2000.